# اودا نوبوکیو
اودا نوبوکیو (به ژاپنی: 織田信清) یک سامورایی در دوره سنگوکو و برادر اودا نوبوهیده ارباب قلعه اینویاما بود. در سال ۱۵۴۸ اودا نوبوکیو و صاحب قلعه گاکودن علیه اودا نوبوهیده شورش کردند ولی وی توانست این شورش را سرکوب کند.